# Cosmosoma cermena
Cosmosoma cermena är en fjärilsart som beskrevs av Paul Dognin 1899. Cosmosoma cermena ingår i släktet Cosmosoma och familjen björnspinnare. Inga underarter finns listade i Catalogue of Life.